# Heminothrus robustior
Heminothrus robustior är en kvalsterart som beskrevs av Berlese 1916. Heminothrus robustior ingår i släktet Heminothrus och familjen Camisiidae. Inga underarter finns listade i Catalogue of Life.